# Papel atrapamoscas
El papel atrapamoscas (también conocido como cinta de moscas, tira de moscas, cinta de captura de moscas o cazador de moscas) es un dispositivo para matar moscas hecho de papel recubierto con una sustancia dulcemente fragante, pero extremadamente pegajosa y a veces venenosa que atrapa moscas y otros insectos voladores cuando aterrizan sobre él. El papel para moscas se considera un dispositivo de control de plagas y está sujeto a regulaciones en muchos países. En los Estados Unidos de América, está sujeto a la Ley Federal de Insecticidas, Fungicidas y Rodenticidas.

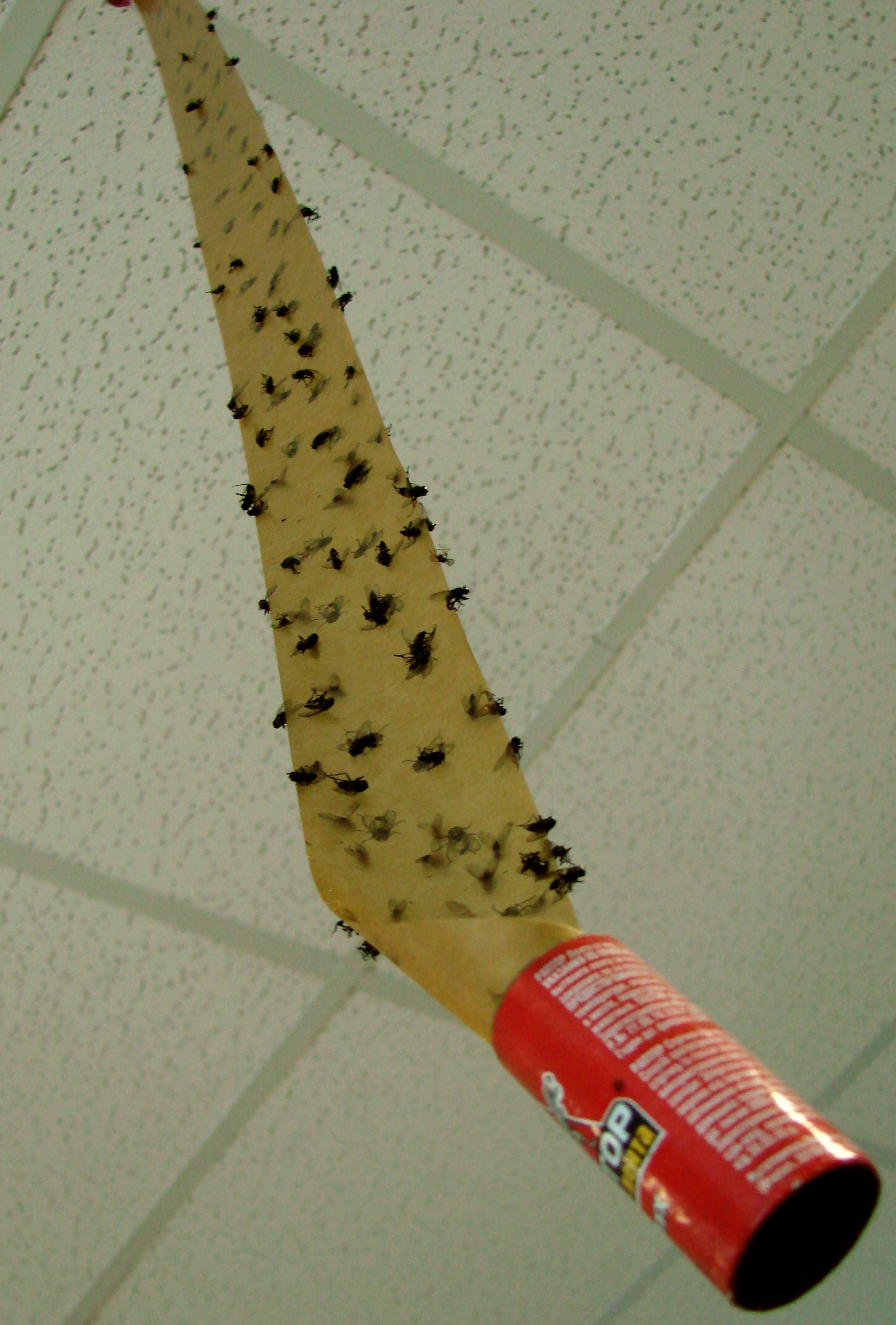
Cinta de captura de moscas

## Toxicidad
Los venenos utilizados en algunos tipos más antiguos de papel atrapamoscas podrían ser potencialmente tóxicos para los humanos y otros animales. Históricamente, el arsénico metálico (una toxina muy conocida por los seres humanos) se utilizó en el papel atrapamoscas. El arsénico extraído empapando papel atrapamoscas en agua ha sido utilizado por varios asesinos convictos, entre ellos Frederick Seddon y Florence Maybrick.
La mayoría de las marcas modernas de papel atrapamoscas no contienen veneno, sino solo un adhesivo no tóxico como la colofonia.

## Eficacia
El papel atrapamoscas es tan efectivo como muchos otros métodos que involucran insecticidas o eliminadores de insectos. Sin embargo, muchos consideran que una tira retorcida de papel atrapamoscas que cuelga del techo es estéticamente menos aceptable que algunos otros métodos, por lo que el papel atrapamoscas no se usa con tanta frecuencia como antes. Algunas fórmulas para papel atrapamoscas también tienen un olor leve pero potencialmente desagradable. Manipular y desechar el papel matamoscas puede resultar incómodo porque es muy pegajoso, aunque comúnmente se puede usar aceite vegetal para eliminar el adhesivo. El papel atrapamoscas pierde su eficacia con el tiempo cuando se seca o se cubre de polvo, y debe cambiarse con regularidad. También se debe considerar el posicionamiento, ya que puede ser más o menos efectivo en diferentes áreas de una habitación.